# Гороховка (Харьковская область)
Гороховка (укр. Горохівка), село, 
Бунаковский сельский совет,
Лозовский район,
Харьковская область.
Код КОАТУУ — 6323981002. Население по переписи 2001 года составляет 2 (1/1 м/ж) человека.

## Географическое положение
Село Гороховка находится на расстоянии в 2 км от реки Берека и села Бунаково.
По селу протекает пересыхающая речушка, которая впадает в Краснопавловское водохранилище.

## История
- 1851 — дата основания.